# Polygala resendeana
Polygala resendeana är en jungfrulinsväxtart som beskrevs av Jorge Américo Rodrigues Paiva. Polygala resendeana ingår i släktet jungfrulinssläktet, och familjen jungfrulinsväxter. Inga underarter finns listade i Catalogue of Life.